# Alonso Coronado y Ulloa
Alonso Coronado de Ulloa y Rengel (o Rangel) (* Panamá, 1613 - † Lima, 1670), magistrado y catedrático criollo que ocupó altos cargos académicos en el Virreinato del Perú. Rector de la Universidad de San Marcos.

## Biografía
Sus padres fueron los criollos centroamericanos Alonso Coronado y Ulloa, gobernador de la provincia de Veraguas, y Ana Rengel Palomeque.  Su hermana era María Antonia de Coronado Ulloa, matriarca de la Familia Arrivillaga. Establecido en Lima, efectuó sus estudios en el Colegio Real de San Felipe y San Marcos (1632), y luego obtuvo el grado de Doctor en Leyes y Cánones en la Universidad de San Marcos. 
Ejercía el rectorado de su Colegio, cuando se presentó a las oposiciones convocadas en la Universidad para proveer las cátedras de Prima de Cánones e Instituta (1636), y compitió también en las oposiciones convocadas por el Cabildo Metropolitano para la canonjía doctoral (1637). Recibido como abogado ante la Real Audiencia de Lima, lo fue del Tribunal del Santo Oficio y se desempeñó como asesor del Tribunal del Consulado, y auditor de guerra del Virreinato.
En su carrera docente, dictó sucesivamente las cátedras de Instituta, Vísperas de Sagrados Cánones y Prima de Leyes, siendo elegido rector hasta en dos oportunidades (1654 y 1665). En su última gestión se produjo la visita de Juan Cornejo y procuró sanear las rentas del claustro. Nombrado oidor de la Real Audiencia de Buenos Aires (1667), probablemente no llegó a asumir el cargo, pues falleció en Lima en 1670.
| Predecesor: Vasco de Contreras y Valverde | Rector de la Universidad de San Marcos 1654 - 1655 | Sucesor: Pedro Villagómez            |
| Predecesor: Francisco Mexía de Carbajal   | Rector de la Universidad de San Marcos 1665 - 1666 | Sucesor: Jerónimo Hurtado del Águila |